# Język kwangwa
Język kwangwa – język z rodziny bantu używany w zambijskiej prowincji Zachodniej. W 1969 roku mówiło nim 29,3 tys. Zambijczyków.
Bywał traktowany jako dialekt języka luyana. Według J.F. Maho stanowi osobny język w grupie języków luyana najbliżej spokrewniony z językiem kwandi.